# Liste des automobiles dans Les Aventures de Tintin
La liste des automobiles dans Les Aventures de Tintin recense les noms et les présentations simplifiées des différents véhicules automobiles cités ou représentés dans cet univers fictif créé par le dessinateur Hergé. Passionné d'automobile et soucieux d'apporter à son œuvre le plus grand réalisme possible, Hergé réunit une abondante documentation iconographique et cherche à reproduire fidèlement les modèles de différentes marques.

## Les automobiles dans la série

### Hergé, amateur de voitures
Hergé se décrivait lui-même comme « un type du siècle de l'auto, du béton armé et de la TSF ». Dès son plus jeune âge, il éprouve une certaine fascination pour les voitures, principalement les modèles sportifs dont il fait l'acquisition dès que ses moyens financiers le permettent. Cet attrait pour les voitures explique en partie leur omniprésence dans les différents albums des Aventures de Tintin : l'avocat et écrivain Charles-Henri de Choiseul Praslin, qui a consacré une étude détaillée à ce thème, a recensé 79 modèles identifiables. La passion du dessinateur le pousse notamment à représenter certains de ses propres véhicules. Trois d'entre elles figurent dans la série : une Opel Olympia dans Le Sceptre d'Ottokar, une Lancia Aprilia dans Tintin au pays de l'or noir et une Porsche 356 bleue dans Coke en stock.
Tout en développant son propre univers en bande dessinée, Hergé multiplie les collaborations, notamment pour la Revue Ford, publiée en Belgique, entre 1937 et 1939. Dans sa recherche de réalisme, le dessinateur s'attache à reconstituer un univers crédible et cohérent autour de ses personnages, et pour cela, il s'attache à reproduire des éléments de décors réels, dont les voitures font partie. Comme le souligne le critique littéraire Philippe Goddin, la plupart des éléments issus des arts industriels sont parfaitement identifiables dans ses récits.
Dans la mesure où Tintin est « défini par sa capacité à fendre l'espace », comme l'explique le professeur de littérature Pierre Masson dans son essai sur les voyages de Tintin, il est « naturellement apte à conduire tous les engins, tous les véhicules rencontrés au gré de ses aventures, au point que l'aventure semble parfois devenir un prétexte pour rencontrer des instruments de voyage ». Ainsi les automobiles sont fréquentes dans l'œuvre d'Hergé, et leur présence culmine dans L'Affaire Tournesol, l'album qui en compte le plus.

### Des premiers albums àL'Affaire Tournesol: la voiture comme élément narratif
Dans le premier cycle de la série, que l'écrivain et journaliste Frédéric Soumois, spécialiste de l'œuvre d'Hergé, définit comme un cycle d'aventures qui court jusqu'à L'Affaire Tournesol, l'automobile est un élément narratif essentiel. Leur usage répond à un besoin vital et urgent pour le héros dans la poursuite de ses ennemis. Exceptées l'Amilcar de Tintin au pays des Soviets et la Ford T de Tintin au Congo, le héros n'est jamais propriétaire d'une voiture. Il ne se les procure que pour répondre à une nécessité impérieuse, et jamais par convenance personnelle, mais toujours sans scrupules. Pierre Masson explique que le héros d'Hergé ne possède aucun véhicule « car son être serait dès lors limité aux caractéristiques et aux performances dans l'un d'entre eux, comme Batman et sa Batmobile, Michel Tanguy et son avion ou Lucky Luke et Jolly Jumper ».
Disponibles à profusion, les voitures sont le plus souvent des alliées de Tintin et jouent pour lui les « divinités salvatrices ». Mais ce rôle est paradoxal : tout en permettant au héros de progresser vers son but, l'automobile représente un danger. L'accident automobile est particulièrement présent dans la série : vingt-deux accidents sont recensés dans le premier cycle, dont Tintin est la victime principale à seize reprises. À lui seul, Tintin au pays des Soviets compte quatre collisions ou sorties de route. Le plus souvent, le héros s'en sort indemne, et l'accident est avant tout un procédé narratif permettant de relancer le récit par un épisode spectaculaire. Par ailleurs, si certains de ces accidents sont bien réels, d'autres sont simulés par Tintin dans le but de tendre un piège à ses ennemis.

### Derniers albums: la voiture comme accessoire
Dans les derniers albums de la série, à mesure que le héros se détache de ses propres aventures, la fonction positive des automobiles s'inverse : elles sont avant tout des accessoires, « reflet de la goujaterie de l'homme et symbole de sa malfaisance ».

### Les voitures, un reflet de la personnalité
Comme le souligne Charles-Henri de Choiseul Praslin, le rapport qu'entretient Tintin avec les voitures le renvoie à sa propre identité : c'est à la suite d'un démarrage à toute vitesse que la petite mèche de cheveux qui le caractérise se redresse, dans une vignette de Tintin au pays des Soviets, le premier album de la série. La voiture est aussi le symbole de sa toute puissance : dans ce même album, Tintin est capable de recréer lui-même une automobile fonctionnelle à partir d'un amas de pièces assemblées en vrac.
Le plus souvent, les voitures illustrent donc la personnalité de leur propriétaire, comme l'affirme Charles-Henri de Choiseul Praslin : « Quelle autre voiture que la 2 CV pouvait incarner, ne serait-ce que par le chiffre 2, les Dupond et Dupont, personnages chaotiques, mais infatigables arpenteurs des chemins de traverse et impossibles à déstabiliser ? La 403 de la Castafiore révèle le caractère finalement un peu bobonne de la diva. L'Ami 6 Citroën [...] va parfaitement au docteur du village de Moulinsart, ce brave médecin de campagne qui arbore son nœud papillon ».

## Postérité
Au début de l'année 2022, une nouvelle zone permanente est créée au sein du musée Autoworld à Bruxelles pour rendre hommage aux véhicules de la série. Réalisée avec le soutien de la Loterie nationale belge et de la Région de Bruxelles-Capitale, en partenariat avec la société Moulinsart et les Studios Hergé, cette exposition est conçue comme une vignette de bande dessinée dans laquelle le visiteur pénètre par une porte en trompe-l'œil qui reprend le dessin de la camionnette de la boucherie Sanzot. Deux véhicules à taille réelle ainsi que de nombreuses reproductions miniatures sont exposées dans les huit vitrines de l'espace,.

## Recensement des véhicules

### Véhicules existants
Les automobiles apparaissant dans Les Aventures de Tintin sont présentées non exhaustivement et sont regroupées par ordre alphabétique de marque.
| Modèle                                  | Image                       | Pays d'origine | Constructeur      | Album | Commentaire |
| --------------------------------------- | --------------------------- | -------------- | ----------------- | --- | --- |
| Alfa Romeo P3                           |                             | Italie         | Alfa Romeo        | Les Cigares du pharaon | Appartenant au maharadjah de Rawhajpoutalah, elle est empruntée par Tintin pour poursuivre les ravisseurs du fils du maharadjah.                                                                                       |
| Alfa Romeo Giulietta Berline            |                             | Italie         | Alfa Romeo        | Coke en stock | Elle est représentée avec le no 2 dans le rallye automobile du Volant club organisé par Séraphin Lampion dans le parc du château de Moulinsart.                                                                        |
| Alfa Romeo Giulietta                    |                             | Italie         | Alfa Romeo        | Les Bijoux de la Castafiore | Les paparazzis qui cherchent à photographier la cantatrice y circulent. |
| Amilcar CGSS                            |                             | France         | Amilcar           | Tintin au pays des Soviets | Tintin l'« emprunte » sur la route de Moscou. |
| Amilcar Compound                        |                             | France         | Amilcar           | Le Crabe aux pinces d'or | Il s'agit de la voiture dans laquelle monte Tintin afin de poursuivre les ravisseurs du capitaine Haddock, avant de se rendre compte qu'elle est accidentée et attelée à une dépanneuse.                               |
| Austin 7                                |                             | Royaume-Uni    | Austin            | L'Île Noire | C'est le taxi pris par Tintin à son débarquement en Angleterre dans l'édition de 1938. |
| BMW 502                                 |                             | Allemagne      | BMW               | Coke en stock | Elle est représentée avec le no 16 dans le rallye automobile du Volant club organisé par Séraphin Lampion dans le parc du château de Moulinsart.                                                                       |
| Bugatti Type 37                         |                             | France         | Bugatti           | Tintin en Amérique | Bobby Smiles s'enfuit avec ce véhicule. |
| Bugatti Type 52                         |                             | France         | Bugatti           | Tintin au pays de l'or noir | Une Bugatti « Baby » appartient au prince Abdallah, le fils de l'émir Ben Kalish Ezab. |
| Buick Roadmaster II                     |                             | États-Unis     | Buick             | Les Sept Boules de cristal | La conduite intérieur beige des ravisseurs est une Buick Roadmaster II de 1938. |
| Buick Roadmaster V                      |                             | États-Unis     | Buick             | Tintin au pays de l'or noir | Le Dr Müller, poursuivi par Tintin et le capitaine Haddock, conduit une Buick appartenant à l'émir. |
| Cadillac Eldorado Brougham              |                             | États-Unis     | Cadillac          | Coke en stock | Elle est représentée avec le no 17 dans le rallye automobile du Volant club organisé par Séraphin Lampion dans le parc du château de Moulinsart.                                                                       |
| Cadillac 75 Fleetwood                   |                             | États-Unis     | Cadillac          | Tintin au Tibet | Le taxi qu'empruntent Tintin et le capitaine dans les rues de New Delhi est une copie d'une Cadillac 75 Fleetwood de 1938.                                                                                             |
| Model H                                 |                             | États-Unis     | Checker Taxi (en) | Tintin en Amérique | À peine arrivé à Chicago, Tintin est kidnappé dans ce taxi. |
| Chevrolet Master                        |                             | États-Unis     | Chevrolet         | Le Lotus bleu | Wang Jen-Ghié conduit Tintin à l'entrée de Shanghai à bord d'une Chevrolet Eagle ou Master. |
| Chrysler Imperial                       |                             | États-Unis     | Chrysler          | Tintin en Amérique | La Chrysler Imperial est utilisée lors de la ticker-tape parade à la fin de l'album. |
| Chrysler Six (en)                       |                             | États-Unis     | Chrysler          | Le Lotus bleu | En route pour saboter la voie de chemin de fer, Mitsuhirato la conduit de nuit. |
| Chrysler New Yorker                     |                             | États-Unis     | Chrysler          | L'Affaire Tournesol | À travers les routes de Savoie, les ravisseurs de Tournesol s'enfuient à bord de ce véhicule. |
| Citroën Type C 5 HP                     |                             | France         | Citroën           | Tintin au pays de l'or noir | Il s'agit de la voiture des Dupondt. |
| 15 CV Citroën                           |                             | France         | Citroën           | L'Affaire Tournesol | Il s'agit de la voiture noire des agents bordures en opération à Nyon . |
| Citroën 2 CV                            |                             | France         | Citroën           | L'Affaire Tournesol | Il s'agit de la Citroën des Dupondt, pour laquelle le dessinateur se permet une fantaisie en la représentant dans un coloris vert alors qu'elle n'existait qu'en gris au moment de la parution de L'Affaire Tournesol. |
| Citroën 2 CV                            | Coke en stock               | France         | Citroën           | La Citroën des Dupondt est représentée dans le rallye automobile du Volant club organisé par Séraphin Lampion dans le parc du château de Moulinsart. | |
| Citroën 2 CV                            | Les Bijoux de la Castafiore | France         | Citroën           | La Citroën des Dupondt est encastrée dans le camion de la production télévisée.                                                                      | |
| Citroën DS                              |                             | France         | Citroën           | Coke en stock | Elle est représentée dans le rallye automobile du Volant club organisé par Séraphin Lampion dans le parc du château de Moulinsart.                                                                                     |
| Citroën Ami 6                           |                             | France         | Citroën           | Les Bijoux de la Castafiore | Il s'agit de la voiture du médecin qui vient soigner l'entorse du capitaine Haddock. |
| DKW 3=6                                 |                             | Allemagne      | DKW               | Coke en stock | Elle est représentée avec le no 9 dans le rallye automobile du Volant club organisé par Séraphin Lampion dans le parc du château de Moulinsart.                                                                        |
| Dodge Series DA Six Phaeton             |                             | États-Unis     | Dodge             | Le Lotus bleu | Il s'agit de la décapotable bleue du businessman américain Gibbons. |
| Dodge Coronet                           |                             | États-Unis     | Dodge             | Objectif Lune | Arrivés en Syldavie, Tintin et le capitaine Haddock sont pris en charge à bord d'une Dodge Coronet de 2e génération.                                                                                                   |
| Ford Model T                            |                             | États-Unis     | Ford              | Tintin au Congo | Tintin parcourt l'Afrique à bord d'une Ford T. |
| Ford V8 Model 68                        |                             | États-Unis     | Ford              | L'Oreille cassée | Tintin subtilise aux soldats du San Theodoros un modèle cabriolet, équipé d'une mitrailleuse par Hergé pour en faire un véhicule militaire.                                                                            |
| Ford V8 1937                            |                             | États-Unis     | Ford              | Le Secret de La Licorne | Il s'agit de la voiture des frères Loiseau. |
| Ford V8 1937                            | Les Sept Boules de cristal  | États-Unis     | Ford              | Un véhicule version quatre portes apparaît comme étant le taxi transportant Marc Charlet.                                                            | |
| Ford Zephyr 6 Mark III                  |                             | États-Unis     | Ford              | L'Île Noire | Arrivé en Angleterre, Tintin prend place dans un taxi construit par Ford Dagenham dans l'édition de 1966 de l'album.                                                                                                   |
| Ford Custom                             |                             | États-Unis     | Ford              | Objectif Lune | Arrivé en Syldavie, Tintin et le capitaine Haddock sont suivis par un véhicule de la Zepo. |
| Humber Snipe 1937                       |                             | Royaume-Uni    | Humber            | L'Île Noire | C'est la voiture de Wronzoff dans l'édition de 1938. |
| Hotchkiss 20-30 HP                      |                             | France         | Hotchkiss         | L'Oreille cassée | Une 20-30 HP type AD limousine de 1912 appartient au docteur Triboulet. |
| Isetta                                  |                             | Italie         | Iso               | Coke en stock | Elle est représentée avec le no 4 dans le rallye automobile du Volant club organisé par Séraphin Lampion dans le parc du château de Moulinsart.                                                                        |
| Jaguar Mark 1                           |                             | Royaume-Uni    | Jaguar            | Coke en stock | Il s'agit de la Jaguar de Dawson, pris en filature par Tintin. |
| Jaguar Mark X                           |                             | Royaume-Uni    | Jaguar            | L'Île Noire | Dans l'édition 1968, les deux complices enlèvent Tintin à bord de ce véhicule. |
| Jeep Willys MB                          |                             | États-Unis     | Jeep              | Tintin au pays de l'or noir | La Jeep Willys MB est conduite par les Dupondt dans le désert. |
| Jeep Willys MB                          | Objectif Lune               | États-Unis     | Jeep              | La Jeep Willys MB est empruntée par le professeur Tournesol dans Objectif Lune.                                                                      | |
| Lancia Aprilia                          |                             | Italie         | Lancia            | Tintin au pays de l'or noir | Tintin et le capitaine Haddock poursuivent le Dr Müller à bord d'une Lancia, appartenant à l'émir. |
| Lancia Aurelia                          |                             | Italie         | Lancia            | L'Affaire Tournesol | Elle est conduite par le pilote italien Cartoffoli di Milano. |
| Land Rover Serie I                      |                             | Royaume-Uni    | Land Rover        | L'Affaire Tournesol | C'est le véhicule des gendarmes belges. |
| Land Rover 109 SW série III             |                             | Royaume-Uni    | Land Rover        | Tintin et les Picaros | Tintin et ses compagnons sont conduits en excursion à bord d'un véhicule tout terrain. |
| Lincoln L series (en) 1929              |                             | États-Unis     | Lincoln           | Les Cigares du pharaon | C'est le cabriolet du Dr Finney. |
| Lincoln-Zephyr                          |                             | États-Unis     | Lincoln           | Les Sept Boules de cristal | Il s'agit de la voiture du capitaine Haddock, les conduisant avec Tintin jusqu'à Saint-Nazaire et La Rochelle. |
| Mercedes Torpedo                        |                             | Allemagne      | Mercedes-Benz     | Tintin au pays des Soviets | Le véhicule est subtilisé à Berlin par Tintin. |
| Mercedes 350 Mannheim                   |                             | Allemagne      | Mercedes-Benz     | Tintin au pays des Soviets | La voiture est utilisée par les agents de la Guépéou lors du retour de Tintin à Berlin. |
| Mercedes 220                            |                             | Allemagne      | Mercedes-Benz     | L'Affaire Tournesol | Cette Mercedes est utilisée par les agents bordures attendant de kidnapper le professeur Tournesol à Moulinsart. |
| Mercedes 300 Adenauer                   |                             | Allemagne      | Mercedes-Benz     | L'Affaire Tournesol | Il s'agit de la Mercedes du corps diplomatique bordure à Genève. |
| Mercedes 190 SL                         |                             | Allemagne      | Mercedes-Benz     | Coke en stock | Elle est représentée avec le no 11 dans le rallye automobile du Volant club organisé par Séraphin Lampion dans le parc du château de Moulinsart.                                                                       |
| Messerschmitt KR 175                    |                             | Allemagne      | Messerschmitt     | Coke en stock | Elle est représentée dans le rallye automobile du Volant club organisé par Séraphin Lampion dans le parc du château de Moulinsart.                                                                                     |
| MG 1100                                 |                             | Royaume-Uni    | MG                | L'Île Noire | Distancé par Müller, Tintin est pris en stop par une MG. |
| MG A                                    |                             | Royaume-Uni    | MG                | Coke en stock | Elle est représentée avec le no 1 dans le rallye automobile du Volant club organisé par Séraphin Lampion dans le parc du château de Moulinsart.                                                                        |
| Morris Six MS                           |                             | Royaume-Uni    | MG                | Tintin au pays de l'or noir | Il s'agit de la voiture des kidnappeurs travaillant pour Bad El Ehr. |
| Opel Olympia                            |                             | Allemagne      | Opel              | Le Sceptre d'Ottokar | Il s'agit du cabriolet des espions syldaves que Tintin poursuit à moto, au début du Sceptre d'Ottokar. Hergé possédait le même véhicule au moment de la création de l'œuvre.                                           |
| Opel Olympia                            | Les Sept Boules de cristal  | Allemagne      | Opel              | Un modèle Olympia 38 est visible et nommé dans Les Sept Boules de cristal, dans laquelle le professeur Tournesol est enlevé.                         | |
| Opel Rekord                             |                             | Allemagne      | Opel              | Coke en stock | Elle est représentée avec le no 10 dans le rallye automobile du Volant club organisé par Séraphin Lampion dans le parc du château de Moulinsart.                                                                       |
| Packard Super Eight                     |                             | États-Unis     | Packard           | Le Sceptre d'Ottokar | Il s'agit de la voiture coupé noire conduite par le roi Muskar XII. Hergé l'a reproduite fidèlement, excepté le sens d'ouverture des portières,.                                                                       |
| Peugeot 403                             |                             | France         | Peugeot           | Coke en stock | Elle est représentée avec le no 3 dans le rallye automobile du Volant club organisé par Séraphin Lampion dans le parc du château de Moulinsart.                                                                        |
| Peugeot 403                             | Les Bijoux de la Castafiore | France         | Peugeot           | La cantatrice et ses accompagnateurs quittent le château à bord de ce modèle, à la fin de l'aventure.                                                | |
| Plymouth Belvedere                      |                             | États-Unis     | Plymouth          | Coke en stock | Elle est représentée avec le no 7 dans le rallye automobile du Volant club organisé par Séraphin Lampion dans le parc du château de Moulinsart.                                                                        |
| Porsche 356                             |                             | Allemagne      | Porsche           | Coke en stock | De couleur bleue, une voiture qu'Hergé possédait lui-même, elle est représentée avec le no 8 dans le rallye automobile du Volant club organisé par Séraphin Lampion dans le parc du château de Moulinsart.             |
| Renault NN                              |                             | France         | Renault           | Le Crabe aux pinces d'or | Il s'agit du taxi rouge emprunté (sans succès) par Tintin, datant des années 1920. |
| Rosengart LR2                           |                             | France         | Rosengart         | L'Oreille cassée | Il s'agit de la voiture utilisée par Tintin pour fuir vers le Nuevo Rico. |
| Simca Aronde                            |                             | France         | Simca             | L'Affaire Tournesol | Tintin et le capitaine empruntent un taxi Simca Aronde pour se rendre à Nyon et qui finit dans le lac Léman. |
| Studebaker Commander (en) Regal De Luxe |                             | États-Unis     | Studebaker        | Tintin au pays de l'or noir | Il s'agit de la voiture de laquelle les Dupondt regonflent les pneus. Une voiture similaire, un taxi à Callao, dans la version 1947 Land Cruiser dans l'édition original de Le Temple du Soleil.                       |
| Triumph Herald                          |                             | Royaume-Uni    | Triumph           | L'Île Noire | Une Triumph et une caravane, appartenant à des touristes britanniques, apparaissent dans l'album. |
| Triumph TR3A                            |                             | Royaume-Uni    | Triumph           | Coke en stock | Elle est représentée avec le no 36 dans le rallye automobile du Volant club organisé par Séraphin Lampion dans le parc du château de Moulinsart.                                                                       |
| Volvo PV444                             |                             | Suède          | Volvo             | Coke en stock | Elle est représentée avec le no 24 dans le rallye automobile du Volant club organisé par Séraphin Lampion dans le parc du château de Moulinsart.                                                                       |
| Wolseley-Sumida ARM (ja)                |                             | Royaume-Uni    | Wolseley          | Le Lotus bleu | Il s'agit de l'automitrailleuse japonaise. |

### Véhicules inventés par le dessinateur
- Le cabriolet jaune dans lequel Tintin, Haddock et Tournesol prennent la fuite à la fin de L'Affaire Tournesol reprend l'allure du cabriolet Mercedes 220Se mais sa prise d'air sur le capot s'inspire de la Facel Vega HK 500[32].
- La limousine du général Tapioca qui transporte le capitaine Haddock à travers les rues de la capitale dans Tintin et les Picaros est une synthèse entre une Mercedes-Benz 600 et une ZIL 114, de sorte qu'elle représente le « croisement entre une voiture d'apparat capitaliste et une soviétique, fille des totalitarismes européens avec sa calandre [à moustache] héritée de Pleksy-Gladz », selon l'expression de Charles-Henri de Choiseul Praslin[24].